# Służebniczki starowiejskie

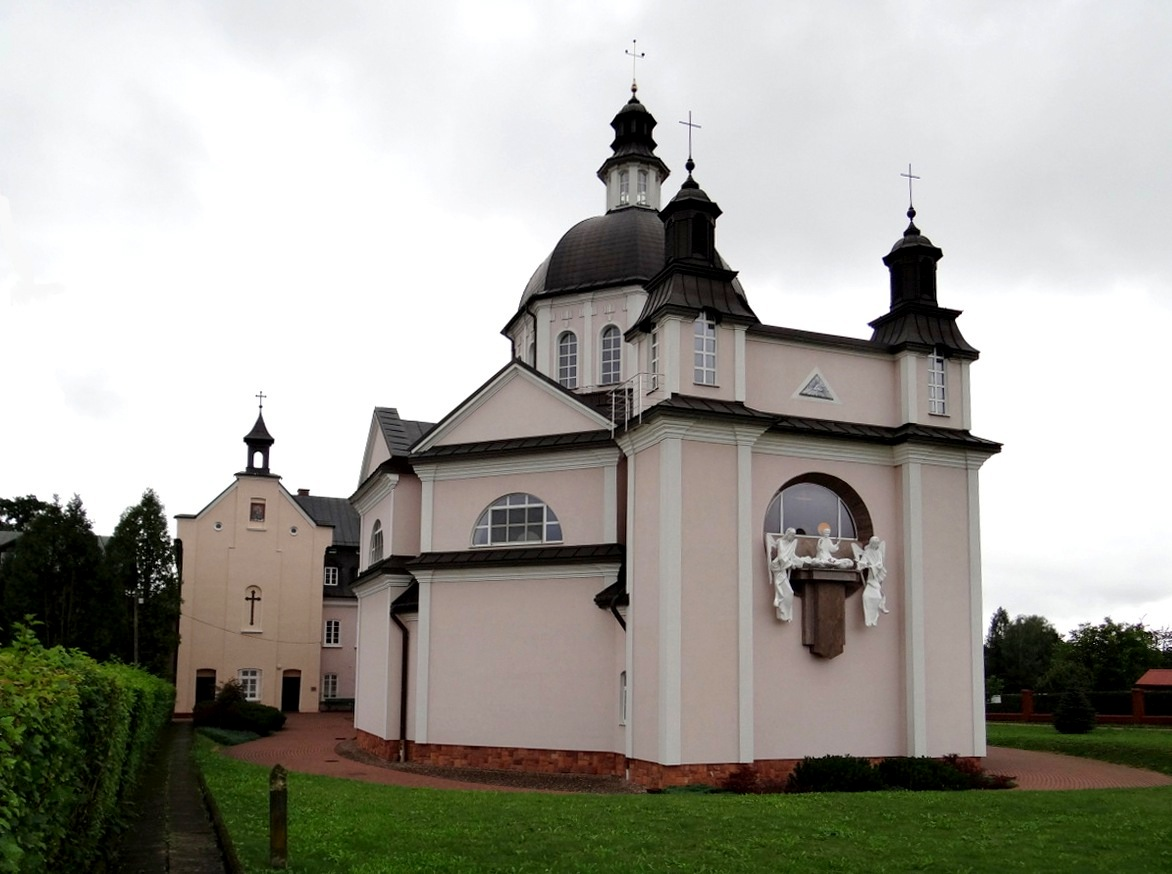
Dom zakonny Zgromadzenia Sióstr Służebniczek Najświętszej Maryi Panny Niepokalanie Poczętej w Starej Wsi

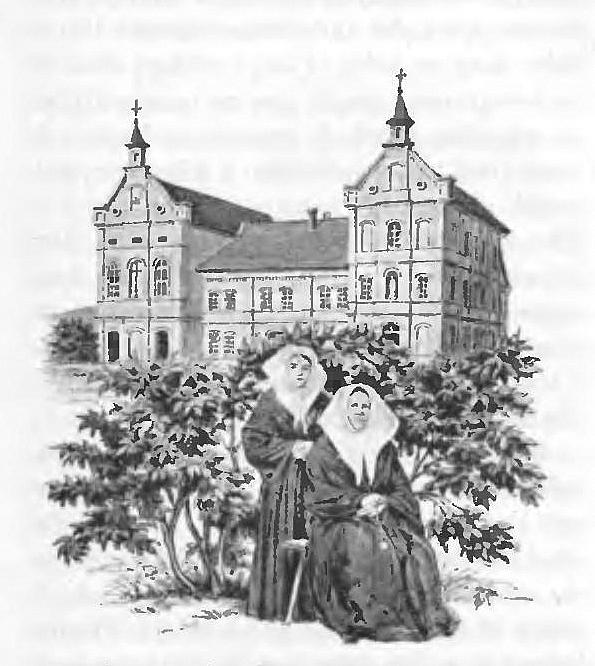
Klasztor w Starej Wsi przed 1895

Służebniczki starowiejskie – żeńskie, habitowe zgromadzenie zakonne Kościoła katolickiego, będące jednym z czterech zgromadzeń zakonnych, wyodrębnionych ze Zgromadzenia Sióstr Służebniczek Najświętszej Maryi Panny Niepokalanie Poczętej, założonego w Wielkopolsce 3 maja 1850 r. przez bł. Edmunda Bojanowskiego.

## Historia
Jeszcze za życia założyciela, bł. Edmunda Bojanowskiego siostry służebniczki NMP podjęły pracę na terenach leżących poza granicami zaboru pruskiego. Najwcześniej, bo 30 listopada 1861 roku została założona pierwsza ochronka w Galicji – w Podzwierzyńcu koło Łańcuta. Wkrótce zaczęły zgłaszać się kandydatki do życia zakonnego w nowym zgromadzeniu. Dlatego 12 września 1862 roku także w Galicji został otwarty nowicjat.
2 października 1863 roku nowicjat przeniesiono z Podzwierzyńca, do Starej Wsi koło Brzozowa, w diecezji przemyskiej. Szybko powstawały kolejne galicyjskie placówki: w szpitalu w Łańcucie, ochronki w Biłce Szlacheckiej, Podhorcach, Żużelu i Krasiczynie. O otwarciu każdej placówki osobiście decydował Edmund Bojanowski, a z powodu złego stanu zdrowia nie mogąc już podróżować, delegował główną przełożoną z Wielkopolski, aby uczestniczyła w uroczystościach związanych z obejmowaniem przez siostry nowych domów w Galicji.
Rozwój zgromadzenia został zakłócony przez działania władz zaborczych.  Wydawało się wówczas, że działalność służebniczek w Galicji zniweczą kolejne dekrety kasacyjne: z 10 sierpnia 1864 roku, 3 lipca 1865 roku i 1 listopada 1865 roku. Początkowo wszystkie starania o anulowanie rządowych dekretów podejmowane przez hrabiego Alfreda Potockiego, innych przedstawicieli ziemiaństwa oraz bpa Antoniego Manastyrskiego, którego opiece – na prośbę E. Bojanowskiego – powierzył Zgromadzenie w Galicji abp Leon Przyłuski, pozostawały bezskuteczne, gdyż rząd domagał się zadeklarowania niezależności zgromadzenia od przełożonych z Wielkiego Księstwa Poznańskiego. 14 września 1866 roku domy położone na terenie Galicji (w diecezji przemyskiej i archidiecezji lwowskiej) otrzymały tymczasowe prawo istnienia, jednak jego ceną było formalne zerwanie jedności z siostrami w Wielkopolsce.
Rząd austriacki żądał zadeklarowania niezależności od przełożonych z Wielkiego Księstwa Poznańskiego oraz wyjazdu wszystkich sióstr pochodzących z Wielkopolski, które przebywały dotąd na galicyjskich placówkach. W tej sytuacji bł. Edmund Bojanowski swą troskę skierował na utrzymanie duchowej jedności, czego wyrazem stała się jego korespondencja prowadzona z przełożoną w Starej Wsi s. Leoną Jankiewicz i innymi siostrami. „Edmundowy zasiew” znalazł sprzyjające warunki na ówczesnej galicyjskiej ziemi, gdyż zgromadzenie dynamicznie rozwijało się, poszerzając obszar swego oddziaływania. W 1904 roku papież Pius X wydał dla zgromadzenia dekret pochwalny, w 1930 roku papież Pius XI zatwierdził zgromadzenie dekretem aprobacyjnym. Papież Pius XII ostatecznie zatwierdził także jego Konstytucje.

## Charyzmat
Realizowanie na co dzień ewangelicznego przykazania miłości Boga nade wszystko oraz miłości bliźniego, przejawiające się w naśladowaniu Maryi, najpokorniejszej Służebnicy Pańskiej oraz posłudze wobec potrzebujących, zwłaszcza dzieci, ubogich i chorych.
Charyzmatyczną misją sióstr jest pełnienie z miłości do Chrystusa posługi opiekuńczo-wychowawczej, katechetycznej oraz charytatywnej wśród dzieci, chorych i ubogich. Realizują ją przede wszystkim w przedszkolach, zwanych „ochronkami”, mieszczących się najczęściej w domach zgromadzenia, a także w pracy katechetycznej. Przez dzieci siostry oddziałują również na rodziny. Poza katechizacją, angażują się w prowadzenie grup modlitewno-apostolskich dla dzieci i młodzieży.
Służebniczki organizują rekolekcje i dni skupienia dla dziewcząt, docierają również z Dobrą Nowiną do dzieci ciężko chorych i dotkniętych sieroctwem. Prowadzą domy dziecka, ośrodki wychowawcze, świetlice, współdziałają z różnymi organizacjami społecznymi.
W duchu wierności wskazaniom Założyciela, służą chorym w szpitalach, przychodniach i domach opieki; pracują w ramach parafialnych grup charytatywnych, wspierając duchowo i materialnie ubogich, chorych i samotnych. Podejmują też inne formy apostolstwa i posługi, wynikające z aktualnych potrzeb Kościoła.
Mają swoje placówki na terenie Polski i poza jej granicami, także na terenach misyjnych.

## Prowincje zakonne
- Prowincja przemyska – Bachórz, Bolestraszyce, Brzozów, Brzozów, Chłopice, Czerwona Wola, Dębno, Domaradz, Gać, Grodzisko, Haczów, Jaćmierz, Jarosław, Jarosław, Jarosław, Jasionka, Jasionów, Kombornia, Korczyna, Kosienice, Krasiczyn, Krościenko Wyżne, Lesko, Leżajsk, Łańcut, Medynia Głogowska, Munina, Nienadówka, Nowosielce, Odrzykoń, Orzechówka, Pełkinie-Wygarki, Pikulice, Prałkowce, Przemyśl, Radymno, Rudna Wielka, Rymanów, Rzeszów, Rzeszów, Rzeszów, Rzeszów, Sanok, Sanok, Sieniawa, Sokołów Małopolski, Sośnica, Szówsko, Tapin, Tryńcza, Wola Mała, Wyszatyce, Zagórz, Żuklin[2].
- Prowincja tarnowska – Tarnów, Brzesko, Brzesko, Cmolas, Dąbrowa Tarnowska, Gorlice, Kamienica, Kolbuszowa, Krynica Zdrój, Luszowice, Nowa Jastrząbka, Nowy Sącz, Olszana, Porąbka Uszewska, Rzepiennik Biskupi,Szczawnica, Szczucin, Tarnobrzeg, Tarnobrzeg, Tarnów, Tyliczwo, Wola Rzędzińska, Baranów Sandomierski, Brzesko, Ciężkowice, Czchów, Grybów, Kąty, Krosna, Krynica Zdrój, Łącko, Mikluszowice, Nowodworze, Olesno, Otfinów, Radomyśl Wielki, Rzezawa, Szczawnica, Szynwałd , Tarnobrzeg, Tarnów, Tarnów, Ujanowice[3].
- Prowincja krakowska – Kraków, Kraków, Mistrzejowice, Podgórki Tynieckie, Sidzina, Staniątki, Wilamowice.
- Prowincja łódzka – Częstochowa, Gdańsk, Kłodnica, Krasnystaw, Lublin, Tuligłowy, Łódź, Łódź, Łódź, Łódź, Łódź, Łódź, Stryków, Niechorze, Szczecin, Szczecin, Warszawa, Warszawa, Warszawa, Kalisz, Lisków, Tomaszów Lubelski, Chotomów, Warszawa[4].